# Provincia Batna
Provincia Batna (în arabă  ولاية باتنة) este o unitate administrativă de gradul I (wilaya) a Algeriei. Reședința sa este orașul Batna.